# غورونتالو (مدينة)
غورونتالو (بالإنجليزية: Gorontalo (city))‏ هي معلم جغرافي تقع في إندونيسيا في غورونتالو. يقدر عدد سكانها بـ 179,991 نسمة ومساحتها 64.79 كم2 وترتفع عن سطح البحر 9 متر.